# Ludwig Richard Edler
Ludwig Richard Edler (* 7. Juni 1829 in Beuthen; † 7. August 1898 in Groß Dubensko, Kreis Rybnik) war katholischer Geistlicher sowie Mitglied des Preußischen Abgeordnetenhauses und später des Deutschen Reichstags.

## Leben
Edler besuchte das Gymnasium in Gleiwitz und studierte Theologie auf der Universität Breslau und machte größere Reisen. 1851 wurde er Mitglied des Corps Silesia Breslau. In mehreren Orten Schlesiens war er Kaplan und Pfarradministrator, 1858 wurde er Pfarrer von Bujakow und Groß Paniow, außerdem war er von 1861 bis 1875 Kreisschulinspektor. Er beteiligte sich an den gemeinnützigen patriotischen Bestrebungen der Heimatkreise, war Ehrenmitglied des Nationaldankes und Mitglied des landwirtschaftlichen Vereins in Beuthen.
Von 1879 bis 1885 war er Mitglied des Preußischen Abgeordnetenhauses für den Wahlkreis Regierungsbezirk Oppeln 3 (Groß-Strehlitz und Lublinitz). Zwischen 1874 und 1878 und von 1881 bis 1884 war er Mitglied des Deutschen Reichstags für den Wahlkreis Oppeln 6 (Zabrze – Kattowitz) und das Zentrum.